# Comtat de Mobile
El Comtat de Mobile (/moʊˈbiːl/ moh-BEEL) és el segon comtat més poblat de l'estat d'Alabama. Mentre al cens del 2010, la seva població era de 412,992 habitants. La seva seu de comtat és Mobile, el qual va ser fundat al riu Mobile. La ciutat, el riu, i el comtat van ser anomenat en honor de l'indígena Maubila tribu.